# 柿木アミナ
柿木 アミナ（かきのき あみな 1990年12月21日 - ）は、日本のファッションモデル。ディケイド所属。姉はモデルの柿木理紗。

## 人物
- 東京都生まれフランス育ち。父親は日本人で、母親はアルジェリア人[1]。
- 2020年1月、第1子となる女児を出産[2]。

## 活動

### CM
- 日産リーフ「旅ホーダイ」[1]
- ワコール ウイング 「ビジリーナ」[1]
- Amusequest Tokyo Tower 「東京ワンピースタワー」[1]

### ミュージックビデオ
- SPiCYSOL「Coral」[1]
- YOUR ROMANCE「Kids」(小林光大監督)[1]
- GOODWARP『レイニー白書』(大坪草次郎監督)[1]
- Galileo Galilei「恋の寿命」(オリバー・ミラー監督)[1]
- 大橋トリオ「CherryPie」「Parody」「Sally」(斉藤工監督)[1]
- luki「100年後のあなたへ」(柿本ケンサク監督)[1]